# The Light of Western Stars (film 1918)
The Light of Western Stars è un film muto del 1918 diretto da Charles Swickard. La sceneggiatura di Roy Clements adatta per lo schermo il romanzo omonimo di Zane Grey pubblicato a New York nel 1914 dopo essere uscito a puntate sul Munsey's Magazine nel 1913.

## Trama
Totalmente brillo, Gene Stewart scommette con lo sceriffo che sposerà la prima bella ragazza che gli apparirà davanti. Così, quando vede scendere dal treno la bella Majesty, costringe padre Marcos a sposarlo per poi scoprire, inorridito, che la ragazza è la sorella di Al Hammond, il suo boss. Confuso, Gene si scusa con Hammond mentre Majesty, divertita dalla situazione che si è venuta a creare, lo difende davanti al fratello.
Gene si trova in Messico quando un suo nemico, tale don Carlos, rapisce Majesty che, però, viene salvata dal cowboy. Don Carlos e i suoi uomini progettano di far giustiziare illegalmente Gene ma in extremis, quando lui è già davanti al plotone di esecuzione, arriva Majesty con un gruppo di cavalieri che lo portano in salvo. La ragazza si rende conto di amare Gene e i due iniziano felicemente la loro vita coniugale.

## Produzione
Il film fu prodotto dalla Harry Sherman Productions (con il nome Sherman Productions Inc.).
Venne girato in Arizona, al Las Moras Ranch, in Messico e nel Nuovo Messico.

## Distribuzione
Distribuito dalla United Picture Theatres of America Inc., il film - presentato da Harry Sherman (come Harry A. Sherman) ed essere stato proiettato in anteprima a New York il 9 ottobre 1918 - uscì nelle sale cinematografiche degli Stati Uniti nel novembre di quell'anno. Uscì anche nei Paesi Bassi il 14 maggio 1920.
Non si conoscono copie ancora esistenti della pellicola che viene considerata presumibilmente perduta.